# Tachina derracm
Tachina derracm är en tvåvingeart som beskrevs av Walker 1853. Tachina derracm ingår i släktet Tachina och familjen parasitflugor. Inga underarter finns listade i Catalogue of Life.